# تاران فولوديمير فاسيليفيتش
تاران فولوديمير فاسيليفيتش هو فنان أوكراني. له أعمال في أشكال فنية متعددة تشمل تصميم العملات المعدنية والأوراق النقدية، والطوابع البريدية؛ وتصميم الميداليات؛ وأغلفة الكتب، وكذلك الرسوم داخل الكتب، بالإضافة إلى التصميم الجرافيكي، وغيرها من الرسوم.
تدرب بين عامي 1994 و1998 على تصميم العملات في شركة دو لا رو.
منذ عام 2002، أصبح الفنان الرائد لشركة "غرياديل".
منذ عام 1977، أصبح مولعًا بلوحات الكتب، وهو مؤلف حوالي 300 لوحة كتب. يعمل في تقنيات الطباعة على الخشب والطباعة على النحاس. شارك في حوالي 55 معرضًا للكتب والرسومات الصغيرة التي أقيمت في أوكرانيا وليتوانيا وبيلاروسيا وأذربيجان وبلجيكا والبرتغال واليابان والصين وبولندا وسلوفينيا وهولندا وإيطاليا ويوغوسلافيا وجمهورية التشيك وسلوفاكيا والولايات المتحدة والدنمارك وألمانيا وإسبانيا وفرنسا وكندا وتايوان.